# Плутоній
Плутоній (Pu) — сріблясто-білий радіоактивний метал групи актиноїдів, теплий на дотик (через свою радіоактивність). У природі зустрічається в дуже малих кількостях в уранітовій смолці й інших рудах урану та церію, у значній кількості одержують штучно. 
Близько 5 тонн плутонію викинуто в атмосферу в результаті ядерних випробувань.

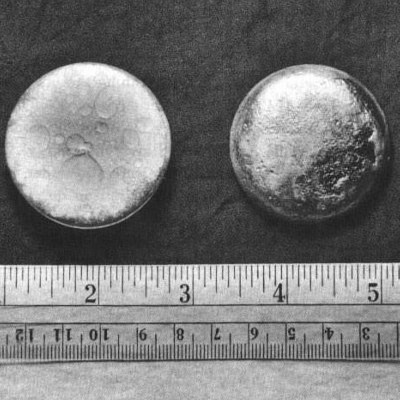
Плутоній, сріблястий, дуже важкий і твердий метал.

## Історія
Відкритий 1940 року Гленом Сиборгом (Glenn Seaborg), Едвіном Макміланом (Edwin McMillan), Кенеді (Kennedy) та Артуром Уолхом (Arthur Wahl) 1940 року у Берклі (США) під час бомбардування уранової мішені дейтронами, прискореними у циклотроні.

## Походження назви
Плутоній був названий на честь планети Плутон, оскільки попередній відкритий хімічний елемент отримав назву нептуній.

## Отримання
Плутоній отримують у ядерних реакторах. 
Ізотоп 238U, що складає основну масу природного урану, мало придатний до поділу. Для ядерних реакторів уран дещо збагачують, але частка 235U в ядерному паливі залишається невеликою (приблизно 5 %). Основну частину у ТВЕЛах становить 238U. Під час роботи ядерного реактора частина ядер 238U захоплює нейтрони і перетворюється на 239Pu, який надалі можна виділити.
{\displaystyle \mathrm {^{238}_{\ 92}U\ +\ _{0}^{1}n\ \longrightarrow \ _{\ 92}^{239}U\ {\xrightarrow[{23,5\ min}]{\beta ^{-}}}\ _{\ 93}^{239}Np\ {\xrightarrow[{2,3565\ d}]{\beta ^{-}}}\ _{\ 94}^{239}Pu} }
Виділити плутоній серед продуктів ядерних реакцій досить складно, тому що плутоній (як і уран, торій, нептуній) належить до дуже схожих між собою за хімічними властивостями актиноїдів. Завдання ускладнюється тим, що серед продуктів розпаду містяться рідкісноземельні елементи, хімічні властивості яких теж подібні до плутонію. 
Застосовують традиційні радіохімічні методи — осадження, екстракцію, іонний обмін тощо.
Кінцевим продуктом цієї багатостадійної технології є оксид плутонію PuO2 або фториди (PuF3, PuF4).
Видобувають плутоній методом металотермії (відновленням активними металами з оксидів та солей у вакуумі): 
PuF4 + 2Ba = 2BaF2 + Pu

## Ізотопи
| ізотоп | період напіврозпаду | вид розпаду | продукт |
| ------ | ------------------- | ----------- | ------- |
| Pu-238 | 86 років            | α           | U-234   |
| Pu-239 | 24 360 років        | α           | U-235   |
| Pu-240 | 6 537 років         | α           | U-236   |
| Pu-241 | 14,0 років          | β           | Am-241  |
| Pu-242 | 370 000 років       | α           | U-238   |
| Pu-244 | 82 000 000 років    | α           | U-240   |

Штучно було отримано 21 ізотоп плутонію з масовими числами від 228 до 247, 1 з яких — метастабільний. Всі ці ізотопи нестабільні і радіоактивні.
Найважливішим є ізотоп 239Pu, здатний до поділу ядра та ланцюгової ядерної реакції. Це єдиний ізотоп, придатний для використання у ядерній зброї. Має кращі, ніж уран-235, показники поглинання та розсіювання нейтронів, кількості нейтронів на один поділ (близько 3 проти 2,3) та, відповідно, меншу критичну масу. 
Його період напіврозпаду становить близько 24 тис. років. Інші ізотопи плутонію розглядають перш за все з погляду шкідливості для основного (збройового) застосування.
Ізотоп 238Pu має потужну альфа-радіоактивність і, як наслідок, значне тепловиділення (567 Вт/кг). Це створює незручності для використання у ядерній зброї, але знаходить застосування у ядерних батареях. Майже всі космічні апарати, що відлетіли за орбіту Марса, мають радіоізотопні реактори на 238Pu.
У реакторному плутонії частка цього ізотопу дуже незначна.
Ізотоп 240Pu є основним забруднювачем збройового плутонію. Має високу інтенсивність спонтанного розпаду, створює високий нейтронний фон, що суттєво ускладнює підрив ядерних зарядів. Вважають, що його частка у зброї не повинна перевищувати 7%.
241Pu має низький нейтронний фон і помірну теплову емісію. Його частка становить трохи менше 1% та на властивості збройового плутонію не впливає. Проте із періодом напіврозпаду 14 років перетворюється на америцій-241, який виділяє багато тепла, що може створювати проблему перегріву зарядів. 
242Pu має дуже малий перетин реакції захоплення нейтронів і накопичується у ядерних реакторах, хоч і в дуже невеликій кількості (менше 0,1%). На властивості збройового плутонію не впливає. Його застосовують здебільшого для подальших ядерних реакцій синтезу трансплутонієвих елементів: теплові нейтрони не викликають поділу ядра, тому будь-які кількості цього ізотопу можна опромінювати потужними потоками нейтронів.
Інші ізотопи плутонію зустрічаються надзвичайно рідко та не мають впливу на виготовлення ядерних зарядів.
Відомо, що плутоній можна виявити в природі, зокрема його знайшли в метеоритному пилу, що осів на морському дні. Найважчим із відомих людству природних хімічних елементів є ізотоп плутонію під назвою 244Pu (плутоній-244). Однак, важчі ізотопи утворюються у дуже незначних кількостях, мають невеликий час життя (менше кількох днів або годин) і, шляхом бета-розпаду, перетворюються на відповідні ізотопи америцію. Серед них вирізняється саме 244Pu — його період напіврозпаду становить близько 82 млн років. Це найстабільніший ізотоп серед усіх трансуранових елементів.

## Застосування
На кінець 1995 року у світі було вироблено близько 1270 тонн плутонію, з них 257 тонн — для збройового використання, для якого придатний лише ізотоп 239Pu. 
Можливим є застосування 239Pu як палива у ядерних реакторах, але він програє урану за економічними показниками. Вартість переробки ядерного палива для видобутку плутонію набагато більша, ніж вартість низькозбагаченого (~5% 235U) урану.
Програму енергетичного використання плутонію має лише Японія. 

### Алотропні модифікації
У твердому вигляді плутоній має сім алотропних модифікацій (проте фази δ та δ1 іноді об'єднують і вважають однією фазою).
| Фаза    | Щільність | Діапазон стабільності (°C)   |
| ------- | --------- | ---------------------------- |
| α       | 19,84     | стабільна нижче 122 °C       |
| β       | 17,8      | 122–206 °C                   |
| γ       | 17,2      | 224–300                      |
| δ δ1    | 15,9      | 319–476                      |
| ε       | 17,0      | 476–641 °C (точка плавлення) |
| розплав | 16,65     | 641 °C — до кипіння          |

За кімнатної температури плутоній являє собою кристалічну структуру, що має назву α-фаза. Атоми пов'язані ковалентним зв'язком (замість металічного), тому фізичні властивості ближчі до мінералів аніж до металів.
Це твердий, крихкий матеріал, що ламається у визначених напрямках. Має найнижчу теплопровідність серед усіх металів, найнижчу електропровідність, за винятком мангану.
α-фаза не піддається обробці звичайними для металів технологіями.
При змінах температури у плутонії відбувається перебудова структури і він зазнає надзвичайно сильних змін. Деякі переходи між фазами супроводжуються просто разючими змінами об'єму. У двох із цих фаз (δ та δ1) плутоній має унікальну властивість — від'ємний температурний коефіцієнт розширення, тобто він стискується зі збільшенням температури.
У гамма і дельта фазах плутоній виявляє звичайні властивості металів, зокрема ковкість. Проте у дельта-фазі плутоній виявляє нестабільність. Під невеликим тиском він намагається осісти у щільнішу (на 25 %) альфа-фазу. Цю властивість застосовують у імплозійних пристроях ядерної зброї.
У чистому плутонії під тиском понад 1 кілобар дельта-фаза взагалі не існує. Під тиском понад 30 кілобар існують тільки альфа- і бета-фази.

### Металургія плутонію
Плутоній можна стабілізувати у дельта-фазі за звичайного тиску та кімнатної температури шляхом утворення сплаву із тривалентними металами, такими як галій, алюміній, церій, індій у концентрації кілька молярних відсотків. Саме у такому вигляді плутоній застосовують у ядерній зброї.

### Збройовий плутоній
Для виробництва ядерної зброї потрібно досягти чистоти потрібного ізотопу (235U або 239Pu) більше 90%. Створення зарядів з урану вимагає багатьох стадій збагачення (тому, що частка 235U у природному урані становить менше 1 %), у той час як частка 239Pu у реакторному плутонії зазвичай становить від 50 % до 80 % (тобто, майже у 100 разів більше). А в деяких режимах роботи реакторів можна отримати плутоній, що містить більше 90 % 239Pu — такий плутоній не потребує збагачення і може використовуватися для виготовлення ядерної зброї безпосередньо.

## Біологічна роль
Плутоній часто описується як "найтоксичніша відома речовина", хоча це не так. Він трохи менш токсичний ніж ботулотоксин, і у 50 разів менш токсичний за радій. Тим не менш, плутоній є надзвичайно небезпечним для людини — він у мільйони разів більш токсичний ніж такі "звичайні" небезпечні речовини як свинець. 
Токсичність плутонію зумовлена не так хімічними властивостями (хоча плутоній, токсичний як будь-який важкий метал), скільки його альфа-радіоактивністю. Альфа-частинки затримуються навіть незначними шарами матеріалів або тканин. Скажімо, кілька міліметрів шкіри повністю поглинуть їх потік, захищаючи внутрішні органи. Але альфа-частинки надзвичайно сильно пошкоджують тканини, з якими вони контактують. Отже, плутоній становить серйозну небезпеку, якщо потрапляє до організму. Він дуже погано всмоктується у шлунковому тракті, навіть якщо потрапляє туди у розчинному вигляді. Але поглинання пів грама плутонію може призвести до смерті протягом кількох тижнів внаслідок гострого опромінення шляхів травлення. 
Вдихання десятої частки грама пилу плутонію призводить до смерті внаслідок набряку легенів протягом десяти днів. Вдихання дози у 20 мг призводить до смерті від фіброзу протягом місяця. Менші дози викликають канцерогенний ефект. Попадання до організму 1 мкг плутонію збільшує імовірність раку легенів на 0,2 %. За оцінками, одноразове вдихання 80 мікрограмів збройового плутонію призводить до 100 % ймовірності захворювання.
В біологічних системах плутоній зазвичай знаходиться у ступені окислення +4 і виявляє подібність до заліза. Потрапляючи до крові, він найбільш імовірно концентруватиметься у тканинах, що містять залізо: кістковому мозку, печінці, селезінці. Якщо навіть 1-2 мікрограми плутонію осядуть у кістковому мозку, імунітет суттєво погіршиться. Період виведення плутонію з кісткової тканини становить 80-100 років, тобто він залишатиметься там практично протягом всього життя.
Міжнародна комісія з радіологічного захисту встановила величину максимального щорічного поглинання плутонію на рівні 280 нанограм.